# Hình học hữu hạn

Mặt phẳng giả hữu hạn bậc 2, chứa 4 "điểm" và 6 "đường". Các đường có cùng màu là "song song". Tâm của hình không phải là "điểm" của mặt phẳng affin này, vì thế hai đường "xanh" không "cắt nhau".

Hình học hữu hạn là bất kỳ hệ thống hình học nào chỉ có một số hữu hạn các điểm. Hình học Euclid quen thuộc là không hữu hạn, bởi vì một đường thẳng của hình học Euclid có vô số điểm. Hình học dựa trên đồ hoạ được hiển thị trên màn hình máy tính, nơi các điểm ảnh được coi là các điểm, sẽ là một hình học hữu hạn. Mặc dù có nhiều hệ thống có thể được gọi là hình học hữu hạn, nghiên cứu chủ yếu tập trung vào hình chiếu hữu hạn và các không gian afin vì tính chính xác và đơn giản của chúng. Các loại quan trọng khác của hình học hữu hạn là mặt phẳng Möbius hữu hạn hoặc các mặt phẳng nghịch đảo và các mặt phẳng Laguerre, vốn là những ví dụ của một loại mặt phẳng thường gọi là mặt phẳng Benz và những mặt phẳng tương tự có số chiều cao hơn của chúng như hình học nghịch đảo hữu hạn.
Các hình học hữu hạn có thể xây dựng thông qua đại số tuyến tính, bắt đầu từ các không gian vectơ trên một trường hữu hạn; Các mặt phẳng afin và mặt phẳng hình chiếu được xây dựng như vậy được gọi là các hình học Galois. Hình học hữu hạn cũng có thể được định nghĩa thuần túy theo trục. Hình học hữu hạn phổ biến nhất là hình học Galois, vì bất kỳ không gian hình chiếu hữu hạn nào có kích thước là ba hoặc lớn hơn đều đẳng cấu với một không gian hình chiếu trên một trường hữu hạn (tức là, hình chiếu hóa của một không gian véctơ trên một trường hữu hạn). Tuy nhiên, kích thước 2 có mặt phẳng afin và mặt phẳng hình chiếu không đồng dạng với hình học Galois, cụ thể là các mặt phẳng không Desargues. Kết quả tương tự áp dụng cho các dạng hình học hữu hạn khác.